# 皮斯鎮區 (北達科他州基德縣)
皮斯鎮區（英語：Peace Township）是位於美國北達科他州基德縣的一個鎮區。

## 地方資料
皮斯鎮區的面積為93.66平方千米，當中陸地面積為88.11平方千米，而水域面積為5.55平方千米。根據2020年美國人口普查的數據，當地共有人口38人，而人口密度為每平方千米0.41人。